# Художник Матіс
«Художник Матіс» (нім. Mathis der Maler) — опера на 1 дію 7 картин німецького композитора Пауля Гіндеміта, присвячена життю художника XVI сторіччя Маттіаса Грюневальда. Закінчена у 1935 році. Музичний матеріал опери значною мірою композитор взяв або адаптував з однойменної симфонії, що була закінчена 1934 року. Автором лібрето опери виступив сам композитор.

## Стисла харктеристика
На створення опери композитора надихнув розписаний Маттіасом Грюневальдом Ізенгеймський вівтар. Прем'єра опери відбулася 28 травня 1938 року в Цюриху. В Німеччині, натомість, опера була заборонена за часи нацистського панування і прозвучала лише в 1946 році.
Час дії в опері — епоха Великої Селянської війни в Німеччині XVI століття (близько 1525 року) в перших 6 картинах, в сьомий картині — кількома роками пізніше. Події розгортаються у місті Майнц та його околицях, і в Оденвальді.
Опера виконується у супроводі оркестру, що складається з 2 флейт, 2 гобоя, 2 фаготів, 4 валторн, 2 труб, 3 тромбонів, туби, литаври, ударних і 30 смичкових струнних інструментів.

## Дійові особи
- Альбрехт Бранденбурзький, кардинал, архієпископ Майнцький (тенор)
- Матіс, живописець на службі в архієпископа (баритон)
- Лоренц фон Поммерсфельден, настоятель Майнцького собору (бас)
- Вольфганг Капіто, радник архієпископа (тенор)
- Рідінгер, багатий майнцький городянин (бас)
- Ганс Швальб, вождь бунтівних селян (тенор)
- Труксес фон Вальдбург, полководець найманців-ландскнехтів (бас)
- Сильвестр фон Шаумберг, офіцер у війську Труксеса (тенор)
- Граф Хельфенштайн (німа роль)
- Музикант графа (тенор)
- Урсула, дочка Рідінгер (сопрано)
- Регіна, дочка Швальбе (сопрано)
- Графиня Хельфенштайн (альт)

Городяни, католики та лютерани, селяни, студенти, солдати та офіцери, монахи, демони, чудовиська, хор

## Синопсис

### Картина перша
Художник Матіс працює над розписом вівтаря у монастирі Антонітерхоф (св. Антонія). Раптово в монастирі перед ним з'являється поранений ватажок повсталих селян Швальб зі своєю дочкою Регіною, переслідуваний ворогами. Швальб, побачивши майстерно розписаний вівтар, здивований майстерністю художника, і в той же час він ніяк не може зрозуміти, як розумний та талановитий художник може витрачати стільки сил і часу на живопис в такий час, коли зараз, в озброєній боротьбі вирішуються долі світу та справедливості. Матіс збентежений словами Швальба. Рятуючи його від ворогів, художник вирішує залишити мистецтво та приєднатися до повсталих селян.

### Картина друга
У Майнці в розпалі боротьба між католиками та лютеранами. До міста приїжджає архієпископ Альбрехт. Настоятель собору фон Поммерсфельден доносить йому про те, що його придворний живописець Матіс врятував життя ватажку заколотників Швальбу та вимагає жорстоко покарати художника. Однак Альбрехт цінує талант художника і не поспішає з покаранням. Матіс залишає своє місце у архієпископа і йде до повсталих.

### Картина третя
Матіс прощається зі своєю нареченою Урсулою. Тим часом юрби повстанців спалюють на площі лютеранські «єретичні» книжки. Заради примирення архієпископ готовий скласти з себе духовний сан, стати світським правителем та одружитися з лютеранкою Урсулою, примиривши в такий спосіб обидві партії. Урсула повинна послужити «спокутною жертвою» в цій складній політиці.

### Картина четверта
Повсталі селяни, у війську яких тепер знаходиться Матіс, захоплюють володіння графа Хельфенштайна. Після короткого «суду» вони страчують графа, знущаються над його дружиною, грабують церкву та оскверняють образ Богоматері. Обурений цією сценою Матіс виступає на виручку графині та розтерзаного образу Матері Божої. Тоді селяни накидаються на самого художника. У бійці йому загрожує загибель, проте раптово з'явився Швальб і повідомляє про наближення війська ландскнехтів під проводом генерала Труксеса фон Вальдбург. Селянська армія не здатна протистояти армії і в битві Швальб гине. Матісу тепер загрожує загибель від рук княжих військ, але його несподівано рятує графиня Хельфенштайн, яка пам'ятає його допомогу проти лиходіїв.

### Картина п'ята
Весілля Урсули з кардиналом-архієпископом скасовується. Альбрехт вирішує в цей важкий час піти зі світу та стати відлюдником.

### Картина шоста
Після поразки селян художник Матіс та дочка Швальбе, Регіна, охоплені жахом, тікають до лісу. На привалі Матіс впадає в забуття. Йому ввижаються демони та монстри, посланники Сатани, що спокушають художника багатствами, владою, розпусними красунями та нечистими знаннями магії. Матіс раптово бачить себе святим Антонієм, спокушуваним демонічними силами. Хор чортів співає йому: «Твій найлютіший ворог — в тобі самому». Щоб розвіяти страшне марево, Матіс звертається з пристрасною молитвою до Спасителя, і чари розсіюються. Перед ним раптом з'являється Альбрехт та закликає повернутися до художньої творчості, забутої Матісом заради війни та боротьби.

### Картина сьома
Матіс знову живе в Майнці та працює у своїй майстерні. З ним його колишня кохана Урсула. Регіна, дочка Швальба, смертельно хвора. Матіс закінчує свою останню картину, що зображає Спасителя на хресті. Поглянувши на нього, Регіна бачить в образі розп'ятого свого батька. Після смерті дівчини Матіс покидає Майнц, бажаючи і собі гідної смерті на самоті, наодинці з самим собою.

## Дискографія
- 1977: EMI Classical 555 237-2 (CD issue): Rafael Kubelik (cond.), Bavarian Radio Symphony Orchestra & Chorus. Dietrich Fischer-Dieskau (Mathis), James King (Cardinal Albrecht), Ursula Koszut, William Cochran, Peter Meven, Rose Wagemann, Donald Grobe, Gerd Feldhoff, Alexander Malta, Trudeliese Schmidt.
- 1990: Wergo WER 6255-2: Gerd Albrecht (cond.), WDR Symphony Orchestra Cologne & Chorus. Josef Protschka, Roland Hermann, Victor von Halem, Hermann Winkler, Harald Stamm, Sabine Hass, Heinz Kruse, Ulrich Hielscher, Ulrich Reß, Gabriele Rossmanith, Marilyn Schmiege.
- 2005: Oehms Classics OC 908: Simone Young, Hamburg Philharmonic Symphony and chorus. Falk Struckmann, Scott MacAllister, Susan Anthony, Inga Kalna, Pär Lindskog. 2005 Hamburg staging.  (Libretto not included in booklet.)